# Brachycentrus cinerea
Brachycentrus cinerea är en nattsländeart som beskrevs av Walker 1852. Brachycentrus cinerea ingår i släktet Brachycentrus och familjen bäcknattsländor. Inga underarter finns listade i Catalogue of Life.